# Auf der Jagd – Wem gehört die Natur?
Auf der Jagd – Wem gehört die Natur? ist ein Kino-Dokumentarfilm der deutschen Regisseurin Alice Agneskirchner aus dem Jahr 2017.

## Inhalt
Der Film geht der Frage nach, wem die Natur in Deutschland gehört. Wem der Wald gehört, wem die wilden Tiere gehören, die darin leben, und welche Rechte sie haben. Und welche Rolle die Jagd in unserer heutigen Zeit spielt bzw. welche Aufgaben den Jägern noch zukommt. Der Film begleitet Jäger, Forstbeamte, eine Wildbiologin, Wolfsbeauftragte und Landwirte bei ihrer täglichen Arbeit und fängt dabei ihre Definition von Natur ein. Aufwendig gedrehte Tier- und Landschaftsbilder ergänzen diese Positionen und bilden die Schönheit der deutschen Natur und der Wildtiere in Deutschland ab. Ein Fokus liegt hier besonders auf der Gams sowie auf Wölfen und Rotwild.
Mit sechs Jägerinnen vom Stamm der Algonquin in Kanada gibt es im Film einen kurzen Beitrag.

## Hintergrund
Der Film ist eine Produktion von Broadview TV in Zusammenarbeit mit dem ZDF und Arte, gefördert mit Mitteln der Film- und Medienstiftung NRW, des FilmFernsehFonds Bayern, der Beauftragten der Bundesregierung für Kultur und Medien und des Deutschen Filmförderfonds.

## Kritiken
Wolfgang Kornder, 1. Vorsitzender des Ökologischen Jagdvereines Bayern, kritisiert den Film in einer Pressemitteilung als „einseitig“ und voll von „Heuchelei“. Er gehe einseitig von jagdlich interessantem Wild und einer bestimmten Art von Jagd aus und vernachlässige dabei die Gemeinwohl- und Produktionsfunktion des Waldes. Der Film vertrete die Partialinteressen einer an Jagdtrophäen orientierten Jagd und stelle den Wald hintan.
Der Wildbiologe Ulrich Wotschikowsky stellt in einer Rezension des Films „Falschaussagen“ zur Zuständigkeit der Behörden fest und kritisiert Aussagen zu den derzeitigen Schalenwildbeständen in Bayern als Fehleinschätzung, so etwa die zu einem angeblich im Bestand bedrohten bayerischen Gamswild, namentlich durch Christine Miller. Der Film verfehle seinen selbstgesetzten Anspruch, ein Dokumentarfilm zu sein. Wotschikowsky: „Statt objektive Fakten vermittelt er einseitige, auch sachlich eindeutig falsche Botschaften.“ Regisseurin Alice Agneskichner habe „nicht die nötige kritische Distanz zu ihrem Stoff“ und sei bei der Produktion des Films „schlecht beraten“ gewesen.
Auch aus naturschutzfachlicher Sicht kommt massive Kritik. So schreibt Claus Obermeier, Vorstand der Gregor Louisoder Umweltstiftung: „(…) leider führt er bei den zentralen Fragen der Ankündigung (Wem gehört die Natur? Den Tieren? Den Menschen? Oder sollte sie einfach sich selbst überlassen sein? Und gibt es sie überhaupt noch, die unberührte Natur?) in die Irre und blendet in teilweise naiver Weise fast alles aus, was in den letzten 100 Jahren dazu geforscht, geschrieben und an Fortschritten erkämpft wurde.“
Die Rezeption in der Presse war hingegen positiv.

„Erst ist da einfach der gewaltige Sog der Bilder – Naturaufnahmen, die ihre Kraft daraus beziehen, dass sie zugleich wild und archaisch sind und doch seltsam vertraut. (…) Sie hat dabei alle billigen Klischees und vorgefassten Meinungen hinter sich gelassen. Ihr Dokumentarfilm AUF DER JAGD ist ein großer Glücksfall – auch wegen seiner magisch schönen Bilder, vor allem aber, weil er sich traut, höchst komplexe Antworten zu geben.(…). Man hat das lang nicht so eindrucksvoll vor Augen geführt bekommen, wie folgenschwer der Mensch eingegriffen hat in die Natur und welche Verantwortung das mit sich bringt. (…) Ihr Film ist kein dumpfes Plädoyer für die Jagd, sondern eine Einladung, sie differenzierter zu betrachten.“

„Agneskirchners Film eignet sich gut als Grundlage für die Lektüre solcher Erfahrungsberichte, gerade weil er viele Aspekte anreißt und subjektive und objektive Wahrheiten gleichwertig nebeneinanderstellt. (…) Die Nüchternheit der Inhalte und die malerische Bildsprache ergeben eine erstaunlich stimmige Reibung und lassen das Geheimnisvolle der nebelverhangenen Bergtäler in die Aussagen und Rituale der Jäger hinüberschwappen, ohne der Jagd dadurch den irrationalen Anteil als ‚eigentlichen‘ Wesenskern unterzuschieben. Der sparsam eingesetzte Off-Text lässt Raum für ganz andere Schlüsse als womöglich intendiert.“

„Mit eindrucksvollen Tier- und Landschaftsaufnahmen macht sich Regisseurin und Autorin Alice Agneskircher auf einen spannenden Waldspaziergang. Sie lässt Jäger, Forstbeamte, Landwirte, Wildbiologen und Tierschützer zu Wort kommen – mit völlig unterschiedlichen Ansichten. Und sie stellt den Konflikt zwischen Jagd und Forst in den Mittelpunkt: den erbitterten Streit über Abschusszahlen des Wildes.“

## Preise und Nominierungen
- 2018: Preisträger des "CIC Kommunikationspreis" vom Internationalen Rat zur Erhaltung des Wildes und der Jagd (CIC) in der Kategorie "Filmpreis"[9]
- 2018: Preisträger auf dem Green Screen Naturfilmfestival in der Kategorie "Beste Postproduktion"
- 2018: Nominierung für den Deutschen Naturfilmpreis